# سلطة سياسية
تحتل السلطات السياسية مراكز النفوذ أو السلطة داخل نظام الحكم. وعلى الرغم من أن بعضها يختص بشكل واحد أو غيره من أشكال الحكومة، إلا أن العديد منها يوجد داخل الكثير من الأنواع.
- مجلس الوزراء (حكومة)
  - وزير
  - أمانة (منصب)
  - وزير خارجية
  - النائب العام
- المساهمون في الحملة الانتخابية
- رأس الدولة
  - رئيس
  - عاهل
    - إمبراطور
- رئيس الحكومة
  - رئيس الوزراء
- السلطات التشريعية
- العسكرية
- النقابات
- الأحزاب السياسية
  - نظام الحزب الواحد
  - نظام الحزب الواحد الحاكم
  - نظام متعدد الأحزاب
- الناخبون / الشعب